# Bilbalogo (Guiba)
Pour les articles homonymes, voir Bilbalogo.
Bilbalogo, également orthographié Bilbalogho, est une commune rurale située dans le département de Guiba de la province du Zoundwéogo dans la région Centre-Sud au Burkina Faso.

## Géographie
Bilbalogo est localisé à environ 3 km au sud Guiba et à 7 km à l'ouest du centre de Manga et de la route nationale 29.

## Économie
L'économie de la ville est très liée aux échanges marchands avec les villages et villes alentour grâce à son marché local.

## Santé et éducation
Bilbalogo accueille un centre de santé et de promotion sociale (CSPS) tandis que le centre médical (CMA) le plus proche se trouve à Manga.